# 市场失灵

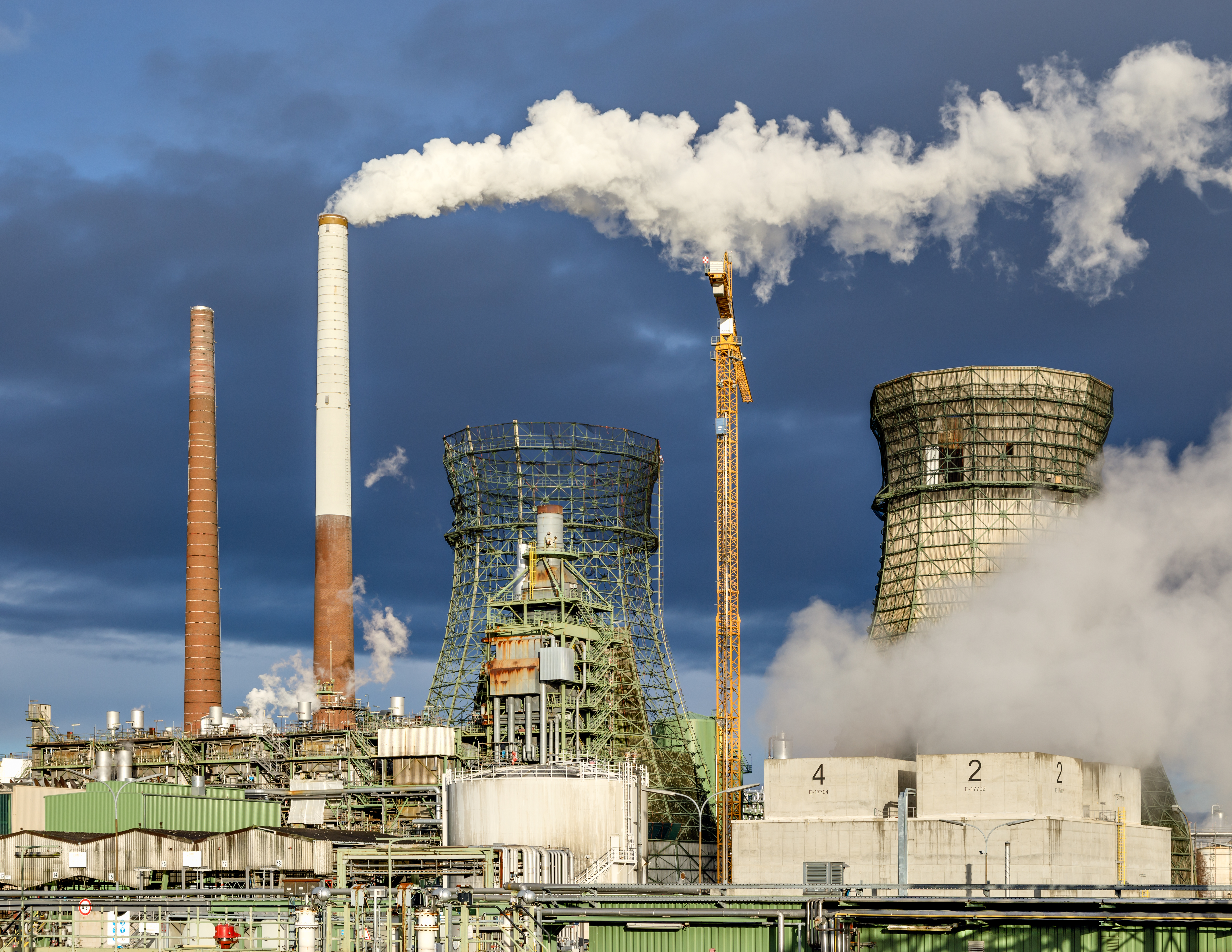
雖然工廠提供工作和工資，但它們也是市場失靈的一個例子，因為它們通過空氣傳播的污染物對周邊地區造成負外部性。

在新古典經濟學中，市場失靈（英語：market failure）是指自由市場對商品和服務的分配不是帕累託效率的情況，通常會導致經濟價值的淨損失。市場失靈可以被視為個人追求純粹的自身利益導致經濟效率低下的情況—從社會的角度來看，這種情況可以得到改善。經濟學家首次使用該術語是在 1958 年，但這個概念可以追溯到維多利亞時代的哲學家亨利·西季威克。市場失靈通常與公共財、動態不一致、資訊不對稱、非競爭性市場、代理問題或外部性有關。
市場失靈的存在往往是自我管制組織（英語：Self-regulatory organization，如專業協會）、政府或超國家機構干預特定市場的原因。經濟學家，尤其是微觀經濟學家，常常關心市場失靈的原因和可能的糾正方法。這種分析在許多類型的公共政策決策和研究中發揮著重要作用。
然而，稅收、補貼、工資政策和價格管制以及行政法規等政府政策干預也可能導致資源配置效率低下，有時稱為政府失靈。大多主流經濟學家認為，在某些情況下（如建築規範或瀕危物種），政府或其他組織有可能改善低經濟效率的市場結果。幾個非主流經濟學流派不同意並認為這是意識形態問題。
當市場經濟中的人類活動耗盡關鍵的不可再生資源、破壞脆弱的生態系統或超載生物圈污染吸收能力時，生態市場失靈就存在了。在這些情況下，帕累托效率的標準都沒有得到滿足。對導致社會負面外部性的人類活動進行檢查至關重要。

## 原理
帕累托最優也稱為帕累托效率（Pareto Efficiency）、帕雷托最佳配置，是博弈論中的重要概念，並且在經濟學， 工程學和社會科學中有著廣泛的應用。就帕累托而言，在個人所願意付費的價格基礎上，社會中所有的財貨會以此標準加以製造生產，所有的交易，以任何可能增進福利的型態進行，所有的企業以最高效率生產財貨或服務，並追求最大利益，所有的消費者皆能得到最大的效用。但在現實世界中，因受到許多因素，使市場無法達到完全競爭、供需理想狀態。傳統的個體經濟學者，將違反帕累托效率的經濟市場原則稱為「市場失靈」。

## 原因
导致市场失灵的原因可能是一种或多方面的：
- 公共财产：市场的参与者可能包括政府或非營利机构，其生产的公共财产并不存在传统自由经济学（帕累托效率）的目的（其生产并非为了追求利益最大化，比如国防等）。
- 垄断：理想的自由市场并不能持续，政府的控制和自然垄断会导致市场失灵[17][18]，其中包括X非效率。
- 外部性问题：市场中的产品及消费者会部分影响其他消费者的利益。
- 交易成本和信息不对称：对经验品、后经验品的过高或过低估计。
- 物权：对产品的占有、使用、收益、处分的不同会根本上导致市场资源的稀缺性等结果，其导致市场失灵。

### 完全竞争模型的其他限制
- 交易吊滞市场，包括卡特尔等企业联盟性质，限制市场供给。
- 偏好，产品消费和选择上，消费者有一定的个人偏好和倾向。
- 不确定性，包括道德风险、逆向选择、风险误解等。
- 跨期问题，包括非贸易资产和破产。
- 调整成本，主要包括粘性价格等反映充分利用的资源问题。
- 總體经济动力学，商业活力等總體经济领域影响。

## 市場失靈的型態
- 不完全競爭市場
  - 獨佔
  - 獨買 / 買方寡佔
  - 寡佔 / 獨佔性競爭
  - 差別取價
  - 撇脂定价法
  - 尋租
  - 辛迪加 / 卡特爾  / 康采恩 / 托拉斯